# كولاجين ألفا 2

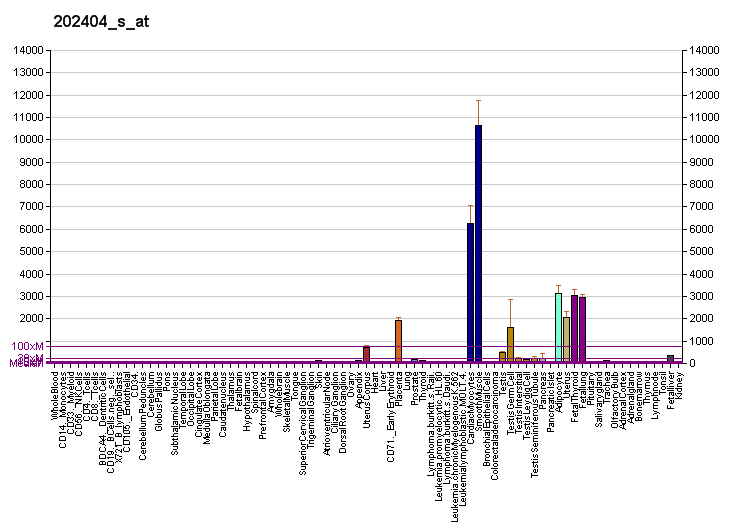

كولاجين ألفا 2 (بالإنجليزية Collagen alpha-2(I) chain ) شيفرته (COL1A2). هو جين موجود في سلسلة البروتين في البشر 
ترتبط الطفرات في هذا الجين مع تكون العظم الناقص، ومتلازمة إهلرز دانلوس، هشاشة العظام، ومتلازمة مارفان. لكن الأعراض المرتبطة بطفرات هذا الجين، تميل إلى أن تكون أقل حدة من الطفرات في كولاجين ألفا 1، النوع الأول من الكولاجين.